# Svetič
Svetič je priimek več znanih Slovencev:
- Franc Svetič (1858—1939), esejist in prevajalec